# Rotsteinhütte
Die Rotsteinhütte ist eine unbewirtschaftete Trekkinghütte in der Sächsischen Schweiz. Sie befindet sich drei Kilometer östlich von Rosenthal und vier Kilometer südwestlich von Cunnersdorf. Sie liegt an der Südostflanke ihres Namensgebers, dem Rotstein (457 m) und 1,5 km südlich des Katzsteins (474 m). Sie liegt am Forststeig Elbsandstein, für dessen Wanderer sie zur Übernachtung zur Verfügung steht.